# (73030) 2002 EG79
2002 إي جي 79 (ويعرف أيضًا باسم (73030) 2002 إي جي 79 وفق تسمية الكوكب الصغير) (بالإنجليزية: 2002 EG79)‏ هو كويكب ضمن حزام الكويكبات؛ وترتيبه 73030 من حيث الاكتشاف.
اكتُشف هذا الجُرم الفلكي بواسطة تعقب الأجرام القريبة من الأرض في 10 مارس 2002.

## وصلات خارجية
- (73030) 2002 EG79 في قاعدة بيانات مختبر الدفع النفاث لأجرام النظام الشمسي الصغيرة

- الاكتشاف · مخطط المدار ·  العناصر المدارية · المعلمات المادية

- (73030) 2002 EG79 على موقع ويكي سكاي: DSS2, SDSS, GALEX, IRAS, Hydrogen α, X-Ray, Astrophoto, Sky Map, Articles and images